# Mány
Mány è un comune dell'Ungheria di 2 374 abitanti (dati 2001). È situato nella contea di Fejér.